# Jagdpanzer VI
Pour les articles homonymes, voir Jagdpanzer.
Le Jagdpanzer VI, aussi appelé Jagdtiger ou Panzerjäger Tiger Ausf. B, Sd.Kfz. 186, est un chasseur de chars allemand de la Seconde Guerre mondiale. Il était établi sur le char lourd Tigre II.

## La genèse
Constatant l'efficacité des Panzer automoteurs antichars (ou Jagdpanzer), notamment des StuG III, le Heereswaffenprüfamt décide de lancer une étude sur un chasseur de chars plus lourd pour contrer les nouveaux monstres soviétiques.
À part le Tigre l et le Panzer V Panther, les Allemands ont besoin d'un véritable chasseur de char, puissant et invulnérable.
Le lancement est ordonné par Hitler le 18 mai 1942, ce chasseur de chars devant être armé d'un canon supérieur à ceux employés par les Allemands jusqu'alors et assez puissant pour rivaliser avec les SU-152 et les JS-2 (IS-2 en russe).
Les bureaux d'étude planchent immédiatement à partir de deux châssis disponibles : celui du Panther et celui du Konigstiger. Le projet sur châssis Panther est rapidement abandonné, car celui-ci n'est pas assez robuste pour accepter le surpoids dû à un canon de ce calibre. Le châssis du Tigre II est donc choisi. Il existe en deux versions, une version Henschel et une version Porsche, qui sera très peu produite (11 exemplaires, châssis 305501 et 305003 - 305012), Porsche n'ayant plus les faveurs d'Hitler…
Le premier prototype en bois de Jagdtiger est terminé le 20 octobre 1943 et est appelé Panzerjäger Tiger Ausf.B, après l’aval de Hitler.
La première commande est de 150 unités. Le premier exemplaire de série sort des chaînes de production le 6 avril 1944, mais du fait des bombardements intensifs et de la pénurie en matières premières (notamment du cuivre, très coûteux et rare à ce moment de la guerre), seuls 84 exemplaires seront fabriqués au total. La production du canon de 128 mm diminuant également, il est ordonné de concevoir des Jagdtigers armés du canon 88 mm PaK 43/3 du Tigre II. Les usines Hallesche machinenfabrik à Lippstadt qui fabriquent ce canon le fournissent aux usines Nibelungen, qui fabriquent désormais les Panzerjäger Tigers für 8,8.
Cette version armée du 88 mm ne connaît pas l'épreuve du feu et seuls 4 exemplaires sortiront des chaînes.

## Descriptif de l'armement et de son emploi
Le canon est développé par Krupp Ag, des essais sont effectués à partir du canon de 152 mm M 37 russe puis avec le canon de 155 mm GBT-T 419 français, sans résultats probants. Krupp se tourne alors vers le FlaK 40 128 mm qui, modifié en arme anti-chars, devient le 128 mm PaK 44 L/55. Il sera produit à Breslau.
Le canon est usiné d'une seule pièce et a une longueur de 7,0 mètres (le calcul se faisant par la multiplication du diamètre par le calibre, ici 128×55=7 040 mm).
Les munitions sont en deux parties, la douille contenant les charges propulsives et l'obus par lui-même.
Le fait que la munition comporte deux parties, nécessite la présence de deux personnels chargeurs.
Le système de visée est assis sur la lunette WZF 2/1 qui permet de tirer les munitions antichars (Pzgranate 43) à une portée théorique de 4 000 mètres et la munition explosive (Spgranate L/50) à une portée théorique de 8 000 mètres, portées théoriques ne tenant pas compte des obstacles artificiels ou naturels et hors des conditions normales d'engagement des blindés à cette époque.

## Le blindage et silhouette
Le compartiment de combat est vaste et fortement blindé avec 250 mm sur la face avant (comprenant le "Saukopf", c'est-à-dire le masque de canon) et 80 mm sur les côtés et à l'arrière.
La casemate (ou compartiment de combat) est construite par les usines Oberdonau à Linz. Le procédé de fabrication du blindage est de nouvelle technologie, employé sur tous les blindés allemand de nouvelle génération.
Le châssis du Tigre II utilisé, celui de Henschel, est rallongé, avec un galet de route supplémentaire.

## Production
Les Jagdtigers (y compris des prototypes) furent fabriqués dans l'usine des Nibelungen près de St. Valentin en Autriche de février 1944 jusqu'à la fin de la guerre. Les plaques de blindage nécessaires ont été fournies par l'usine sidérurgique Eisenwerke Oberdonau (en). Onze de ces véhicules (numéros de châssis 305001 et 305003 à 305012) reçurent le châssis Porsche, le reste le châssis Henschel. La raison en était que l'usine devait d'abord être préparée à la production avec l'entraînement Henschel.
Sur les 14 véhicules produits au cours des trois derniers mois de la guerre, certains véhicules étaient équipés du PaK 43/3 L/71 de 8,8 cm du Königstiger. Cette variante a reçu la désignation Panzerjäger Tiger für 8,8 cm PaK 43/3 (Sf) (Sd.Kfz. 185). Le nombre exact n'est pas connu, mais il s'agissait probablement des quatre derniers véhicules datant de mai 1945 avec les numéros de châssis 305085 à 305088. En raison de la situation de guerre des deux derniers mois, il est possible que tous les véhicules produits n'étaient pas entièrement équipés et prêts à l'emploi.
- 84 exemplaires armés du canon de 128 mm ;
- 4 exemplaires armés du canon de 88 mm ;

Avec un total de 88 engins construits de février 1944 à mai 1945, châssis 305001 - 305088.
| Chiffres de production du Jagdtiger |         |         |         |         |         |         |         |         |         |        |         |        |
| Mois                                | Fev. 44 | Jui. 44 | Aou. 44 | Sep. 44 | Oct. 44 | Nov. 44 | Dec. 44 | Jan. 45 | Fev. 45 | Mar 45 | Avr. 45 | Mai 45 |
| Total                               | 2       | 3       | 3       | 8       | 9       | 6       | 20      | 10      | 13      | 3      | 7       | 4      |

## Le JagdTiger au combat (réf RH 10/349)
Le Jagdtiger équipera deux unités de combat et en école, à savoir :
- la s.Pz.Jag.Abt.512 avec 20 exemplaires ; (en 3 Kompagnien: "Ernst", "Carius" et "Schrader", verbalisant leurs "Jati" en X1, Y1 et Z1)
- la s.Pz.Jag.Abt.653 avec 42 exemplaires ;
- 11 exemplaires destinés à l'instruction.

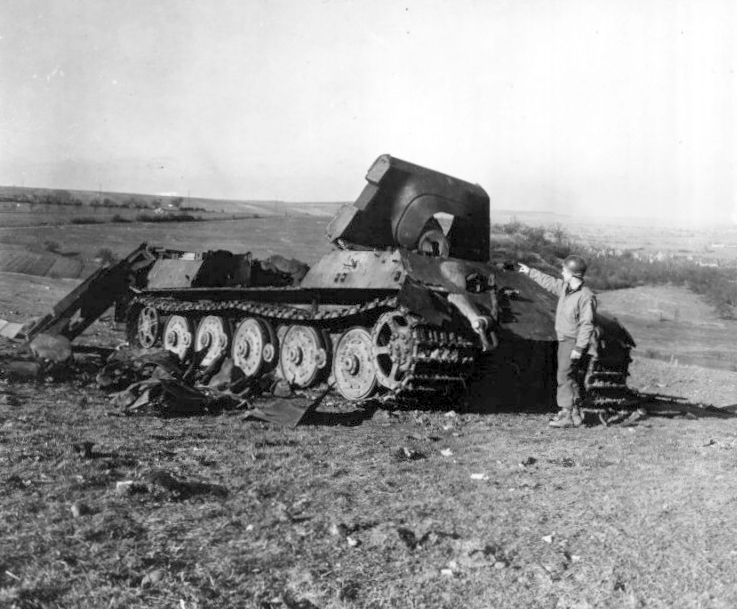
Jagdtiger détruit en Lorraine le 5 janvier 1945

La s.Pz.Jag.Abt.653 est engagée lors de l'opération Nordwind du 31 décembre 1944 au 25 janvier 1945 en Alsace du nord et en Lorraine (France) avec seulement deux Jagdtiger en appui de la 17e SS-Pz.Gren.Div. puis avec une compagnie avec la 10e SS-Pz.Div. dans la région de Strasbourg.
En décembre 1944, l'unité est renommée en s.Pz.Jag.Kp.614, elle est ensuite placée en réserve dans la forêt de Haguenau, en mars 1945.
L'unité disparait dans les multiples accrochages à Ulm, Munich, Salzbourg et enfin Strengberg.
Fin mars 1945, la 1./s.Pz.Jag.Abt.512 combat près de la tête de pont de Remagen tandis que la 2./s.Pz.Jag.Abt.512 combat à Siegen et Weidenau où elles perdent leurs Jagdtiger les uns après les autres. Illustrant les difficultés rencontrées par les forces allemandes pour amener leurs chars lourds au front, il a fallu dix jours pour amener les cinq premiers Jagdtigers de la 2e compagnie au front en raison de pannes de communication et de la menace constamment inquiétante des chasseurs-bombardiers alliés. La 1ère Compagnie a perdu quatre Jagdtigers dans des actions de combat d'arrière-garde, dont trois étaient dues à des pannes mécaniques plutôt qu'à une action ennemie.

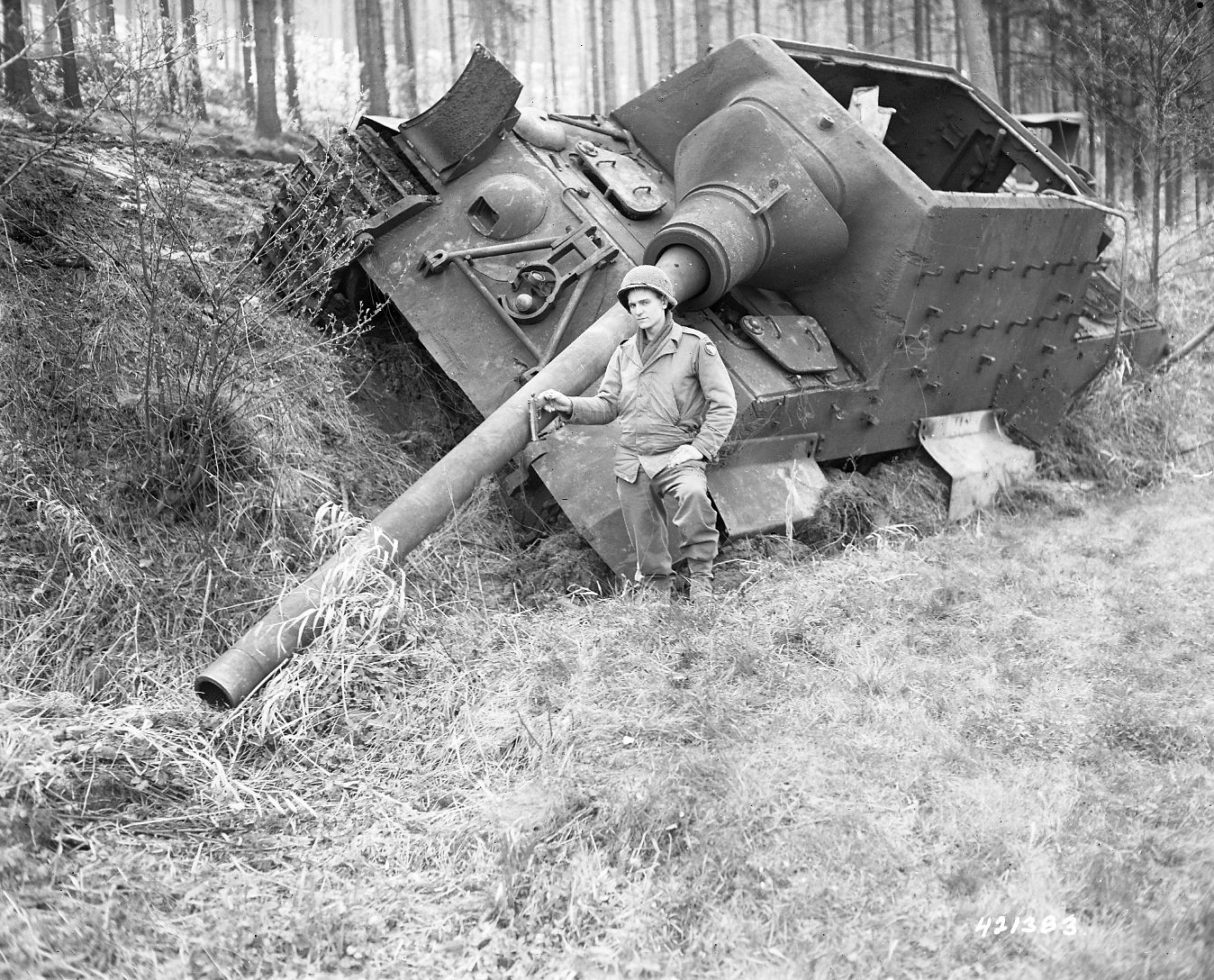
Jagdtiger détruit durant les combats

Ils ont finalement engagé l'armée américaine attaquant autour de Herborn pour les empêcher d'exploiter pleinement la capture de la tête de pont de Remagen. Parmi les pertes allemandes figurait le Jagdtiger du Leutnant Sepp Tarlach appartenant au deuxième peloton de la 1ère Compagnie, qui fut abandonné à Netphen puis capturé. Le 9 avril 1945, le 750e bataillon de chars américain en a revendiqué un autre près d'Uslar qui a ensuite été photographié après avoir été poussé hors d'une route pour dégager le chemin. Le bataillon a ensuite mené sa dernière bataille près de Paderborn à la mi-avril 1945.
La 2e compagnie se rend aux Américains à Iserlohn; certains Jagdtiger retraitent en Autriche où ils combattent sans succès les IS-2 russes, avant de perdre leurs matériels.

## Conclusions
Le Jagdtiger a démontré rapidement ses faiblesses, à savoir : une mobilité trop réduite, un poids excessif et une forte consommation de carburant pour une armée allemande en pénurie (allant de 800 à 1100l/100km contre "seulement" 350l/100km pour le Panther).
Les blindés alliés ne chercheront toutefois jamais la confrontation directe avec son puissant armement de 128 mm (Pak44 L/55). Ils préfèreront contourner l'obstacle et le neutraliser par les flancs, ce qui est arrivé au Feldwebel Becker, détruit par deux Sherman sur son flanc gauche à cent mètres de la ville de Beierfeld [réf. nécessaire] ou l'arrière, voire simplement à l'aide de roquettes tirées par les chasseurs-bombardiers (Jagd-bomber ou Jabo en allemand). Plusieurs durent être abandonnés et sabotés à la suite d'ennuis mécaniques.
Mais malgré tous ses défauts, le JagdTiger a su retarder les Américains plus d'une fois sans pouvoir assurer la victoire en détruisant environ 200 véhicules blindés ennemis pour la perte des vingt-quatre machines de la division. (Komp.1:9, Komp.2:8, Komp.3:7 + 3 à 5 Stug III et Panzer IV par Kompagnie formant les 4es sections)

## Exemplaires survivants
Trois Jagdtiger sont actuellement exposés dans des musées :
Jagdtiger n° de série 305004
Exposé au The Tank Museum de Bovington (Angleterre). Il s'agit d'un des 11 exemplaires pourvus des suspensions type Porsche. Il fut capturé par les troupes britanniques en avril 1945 près du village allemand de Sennelager (actuellement Paderborn), où il fut utilisé pour évaluation. À noter que la troisième roue sur le côté gauche est manquante. Une couche de Zimmerit a été appliquée à partir de 2 mètres de haut sur la superstructure et la Balkenkreuz (croix latine) est présente sur la section centrale côté droit. Cet exemplaire est équipé de pignon d'entrainement à 18 dents (désigné aussi sous le terme de "barbotin moteur").

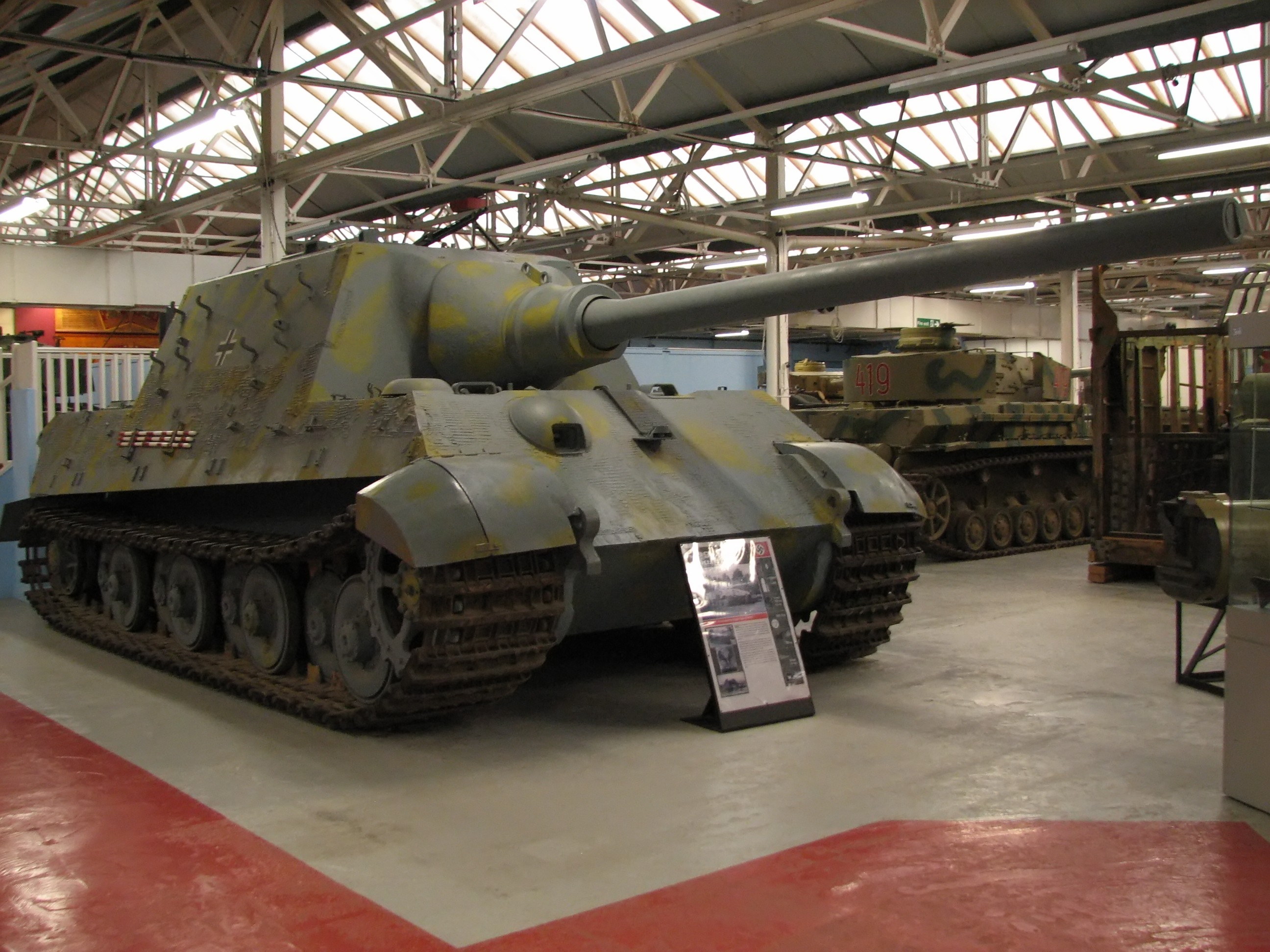
Jagdtiger no 305004 de Bovington.
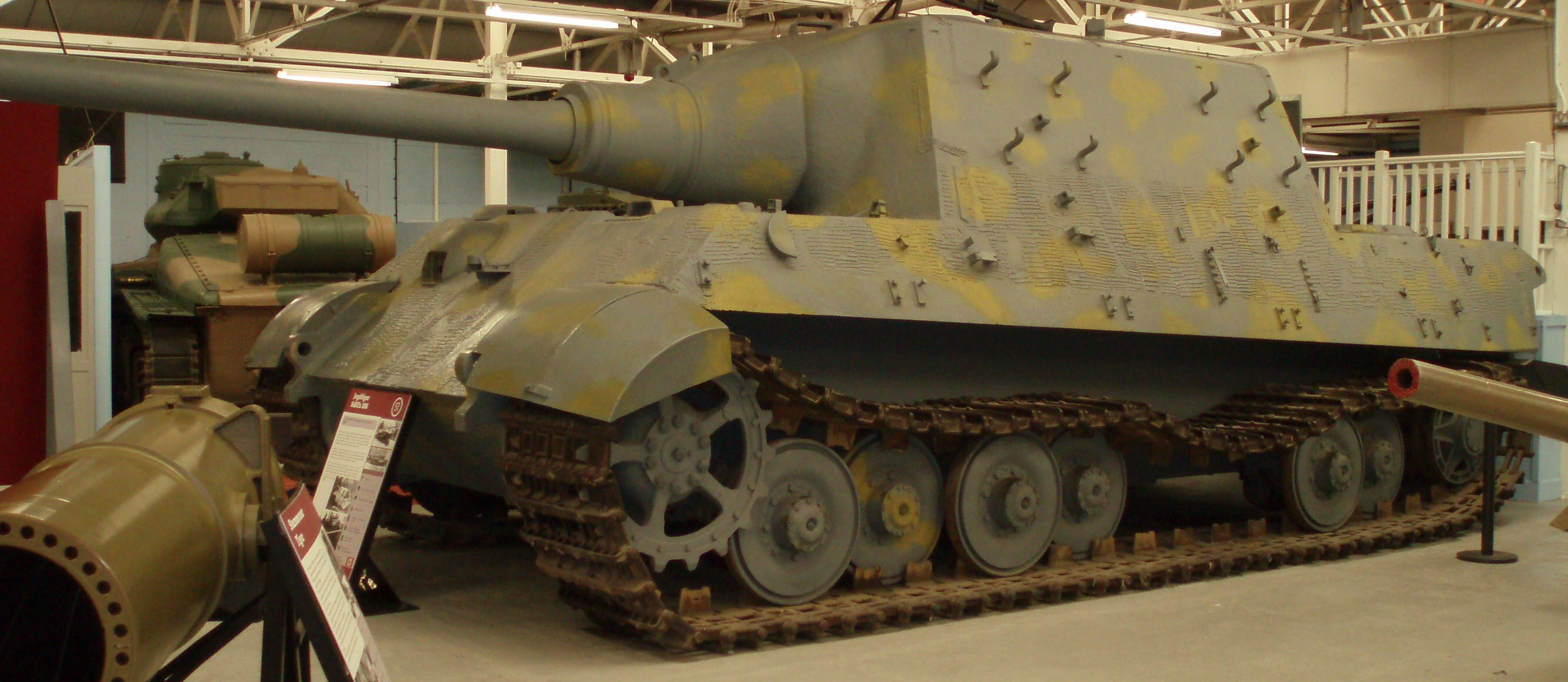
Vue de profil du Jagdtiger no 305004. À noter le 5e roulement manquant.
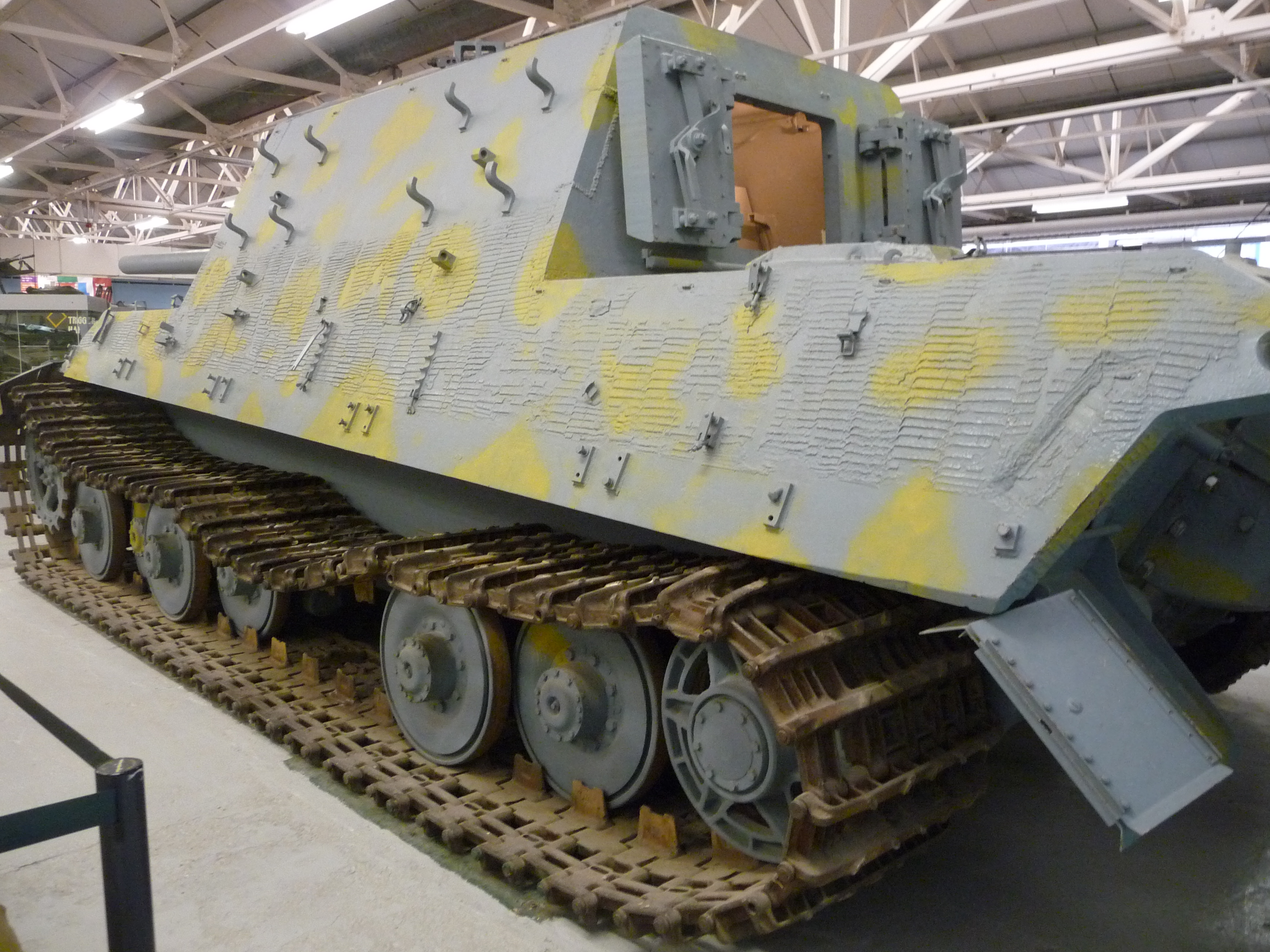
Vue arrière du no 305004 permettant de voir la Zimmerit.

Jagdtiger n° de série 305020
Exposé au United States Army Ordnance Museum de Fort Lee (Virginie (États-Unis)). Produit en octobre 1944, cet exemplaire fut affecté au s.Pz.Jg.Abt 653 (Schwere Panzerjäger-Abteilung 653) et reçut le n° de véhicule 331. Il fut capturé près de Neustadt an der Weinstraße en Allemagne en mars 1945 par les troupes américaines. Les traces du combat (3 impacts non pénétrants) sont encore visibles sur le mantelet du canon, la plaque de glacis, et sur le bas de caisse frontal. Ce modèle est équipé de la dernière version de barbotin moteur à 9 dents, nécessaire pour l'utilisation des chenilles de type Tiger II.

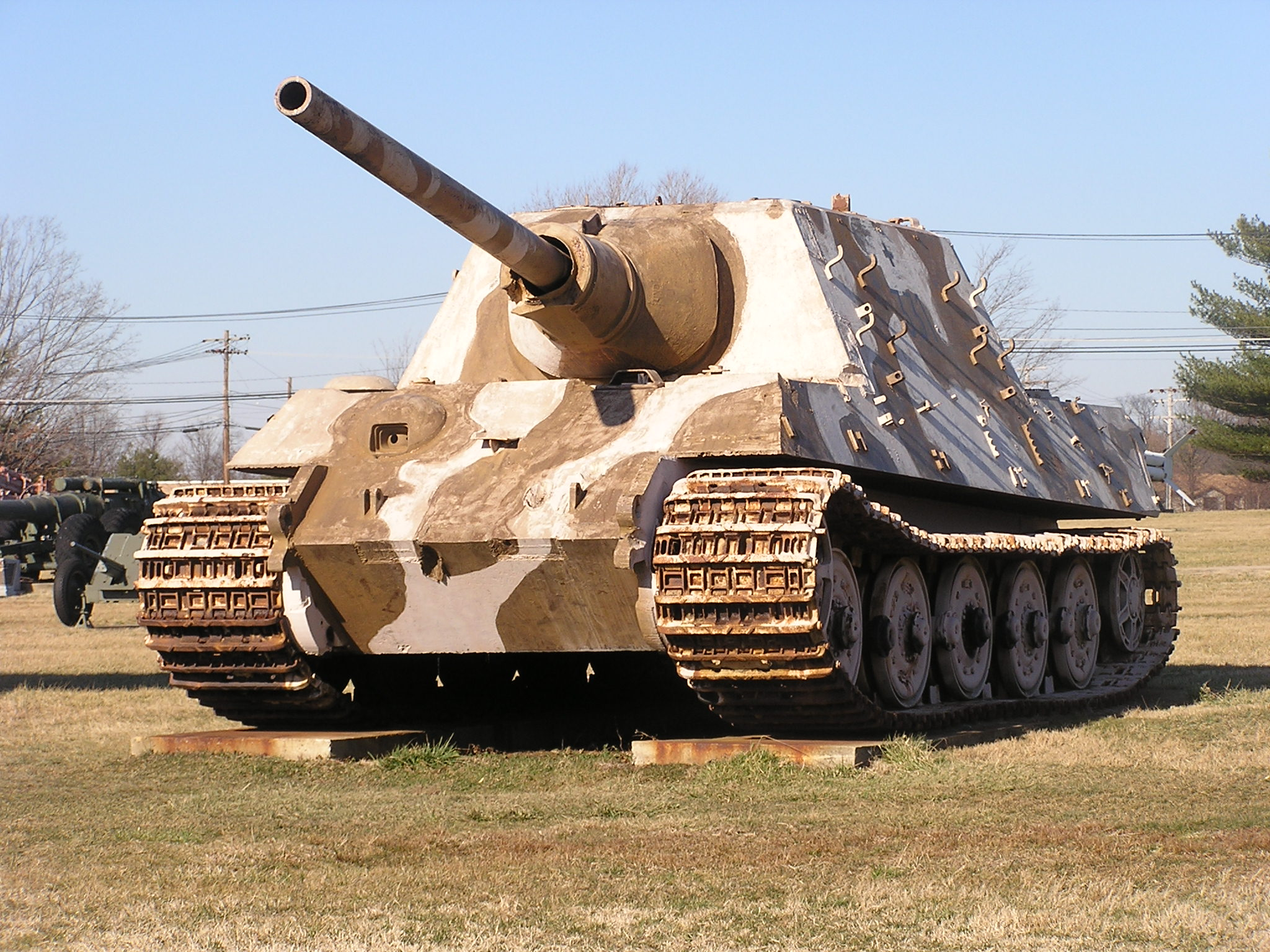
Jagdtiger no 305020 de Fort Lee. À noter les impacts sur le blindage frontal et le mantelet de canon (sur la droite de ce dernier).
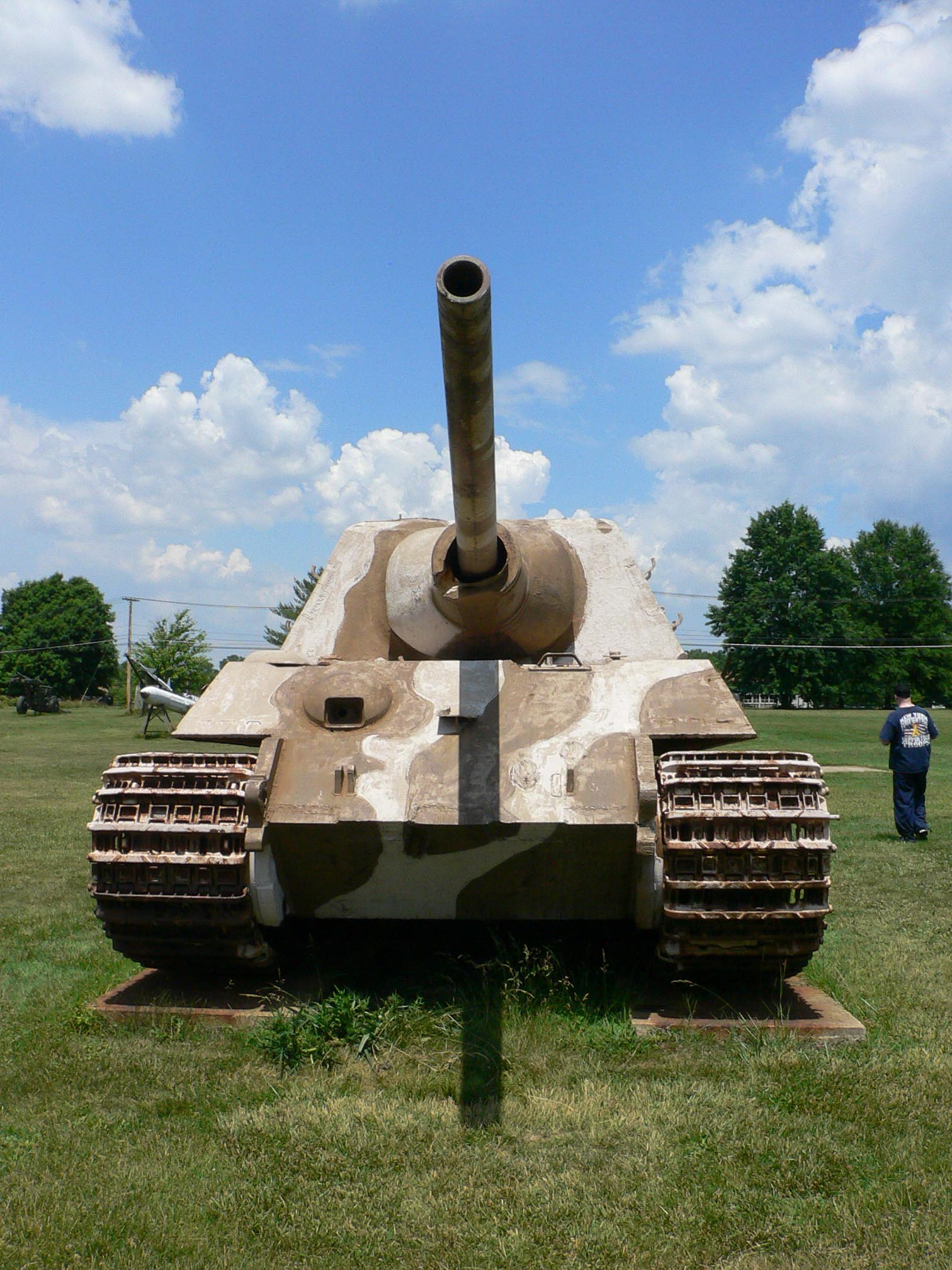
Vue de face du Jagdtiger no 305020. L'impact sur le mantelet a arraché une partie du blindage (sur la droite du canon).
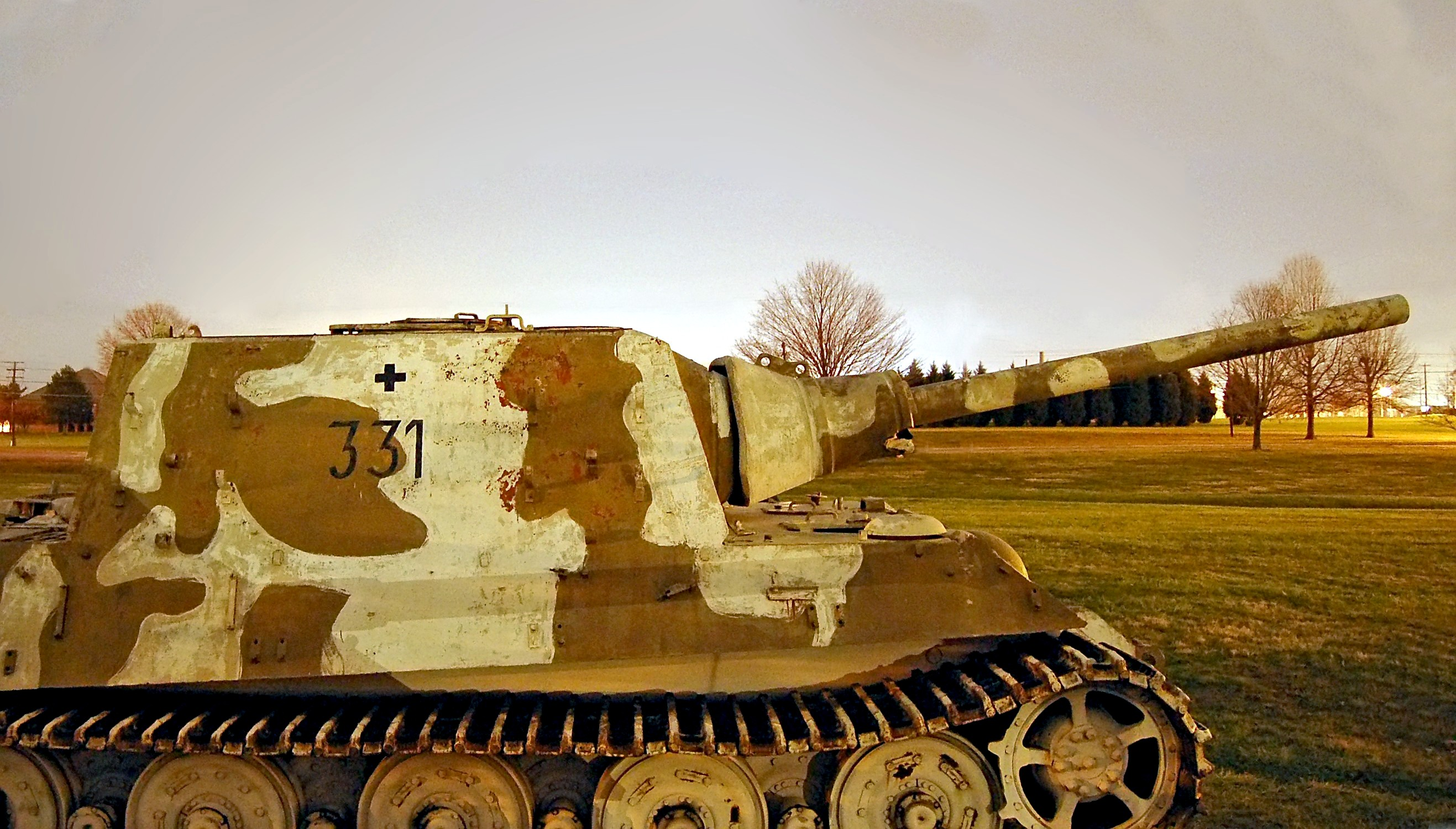
Vue de profil du Jagdtiger no 305020. Le n° de véhicule (331) est clairement visible.

Jagdtiger n° de série 305083
Exposé au musée des blindés de Koubinka près de Moscou (Russie). Cet exemplaire est une variante produite par Henschel. Il fut capturé par les forces soviétiques quand un Kampfgruppe du s.Pz.Jg.Abt 653 composé de 4 Jagdtigers se rendirent le 5 mai 1945 près de Amstetten (Autriche). Ce Jagdtiger est exposé dans un état remarquable avec ses jupes blindées latérales type Schürzen et des barbotins moteurs à 9 pignons. Les 12 crochets de transport, présents sur les côtés de la superstructure, sont prévus pour emporter 6 paires de patins de remplacement. Ce Jagdtiger n'est pas équipé de Zimmerit, mais possède un montage anti-aérien de MG-42 sur la plage moteur.

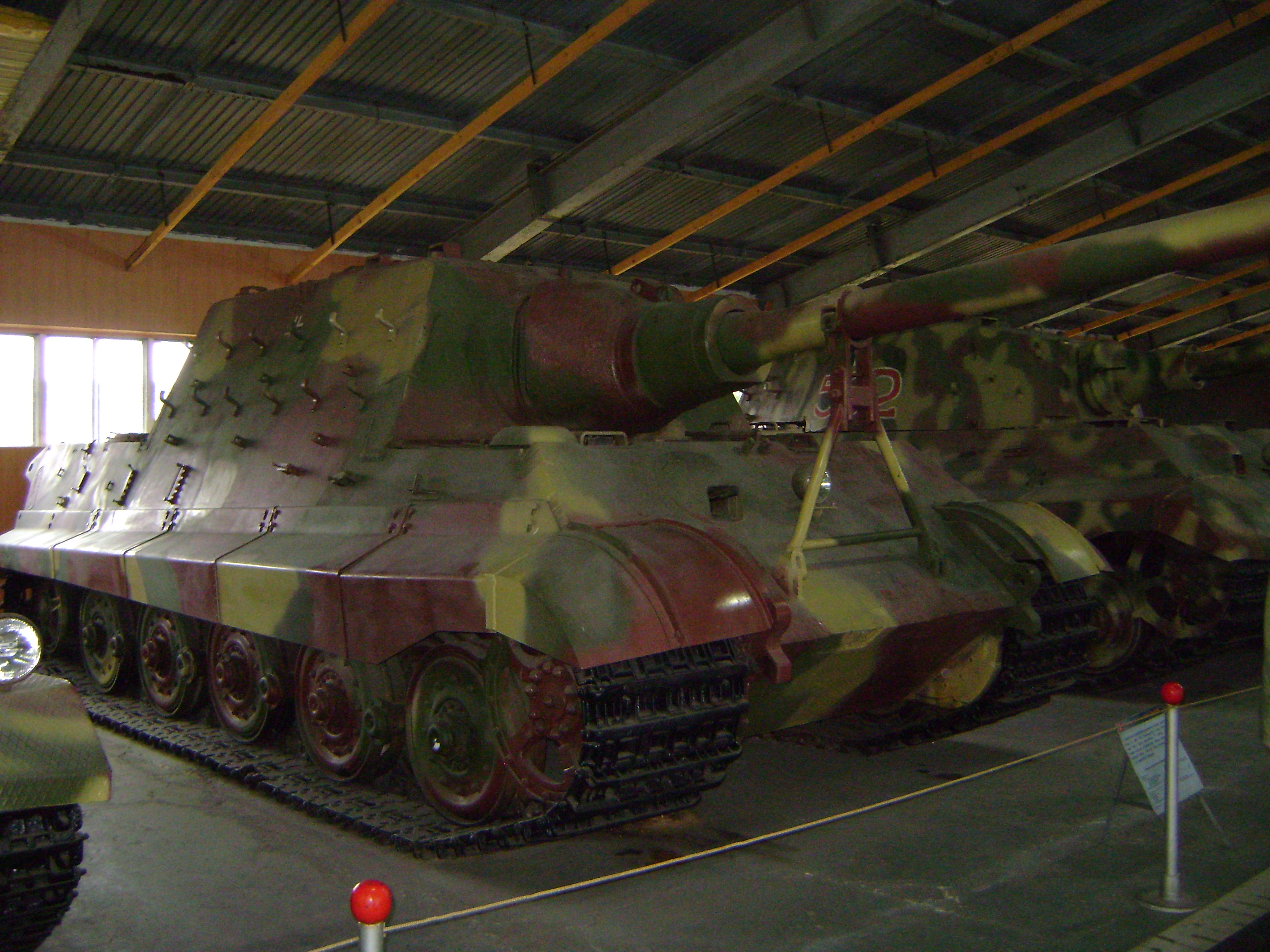
Jagdtiger no 305083 de Kubinka.
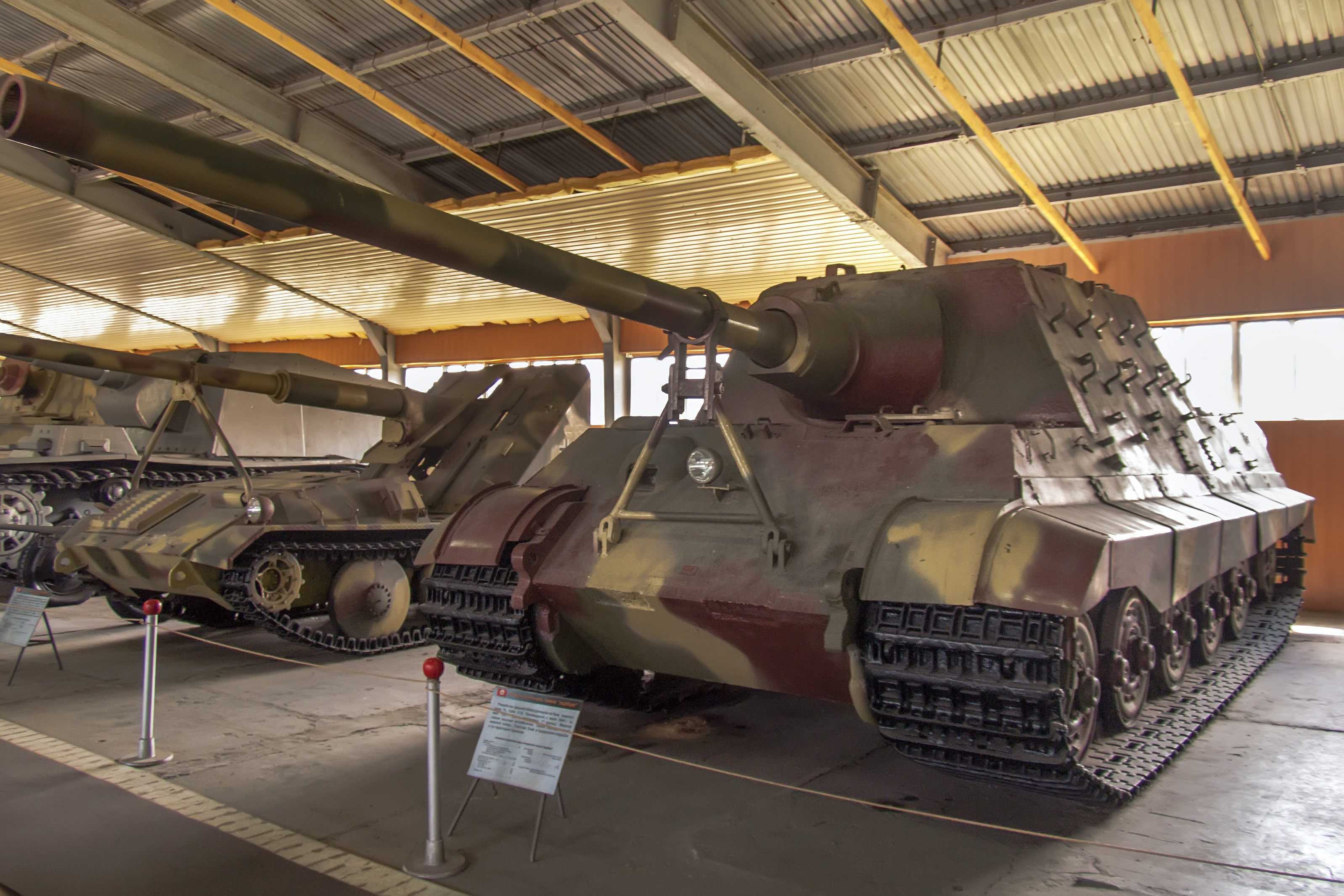
Vue de profil du Jagdtiger no 305083.